# Jong Groen
Jong Groen est un mouvement de jeunes écologistes flamands qui sont étroitement liés au parti politique Groen bien que JG reste une association sans but lucratif indépendante.

## Historique
Ce mouvement est né vers le milieu des années 1980. C’est la première section de jeunesse du parti AGALEV qui reçoit le nom de Jong Agalev.
Dans un premier temps, cette section se situe principalement dans la province d’Anvers ainsi qu’aux alentours de Gand.
C’est en 1998 que le mouvement prend plus d’importance.
Les Verts ont cependant toujours gardé leurs quatre idées piliers de base :

- droit social ;
- démocratie ;
- citoyenneté et solidarité internationale.

En 2003, Agalev adopte le nouveau nom de Groen! Et Jong Agalev devient à son tour Jong Groen! Pour former le mouvement que l’on connait actuellement.
En 2023, le mouvement fait face à une chute de sa popularité dans les sondages en Flandre avec seulement 7,4 % d’opinion favorable

## Organisation
L’organisation de JG! est d’abord locale (les sections) mais le mouvement ne manque pas d’organiser des rencontres au niveau national.

## Idéologie
Vivre ensemble dans la différence mais sans discrimination et dans le respect des individus est le mot d’ordre. 
En résumé, ce mouvement progressiste de gauche se bat pour un développement optimal à tous les points de vue.

## Activités
- participation aux actions extérieures : comme des actions pour les sans papiers, pour des causes humanitaires, actions en faveur des femmes, holebi et défendant les minorités.
- actions internationales : tel que l’European Citizens Initiative
- actions propres : réunions, manifestations (contre le réchauffement climatique par exemple)
- formations : herfstweekend (journée de rencontre autour de divers thèmes)
- zomerkaravanen : chaque été, une caravane aux couleurs du mouvement voyage de ville en ville. La matinée, les JGroen font du vélo tandis que l’après-midi, ils participent à des activités avec les autres JGroen locaux.

## Publication:Vlam
C’est un magazine qui paraît tous les trimestres qui est un moyen de communication externe du mouvement.